# Konrad Dussel
Konrad Dussel (* 13. November 1957 in Speyer) ist ein deutscher Medienhistoriker. Er lehrt als Privatdozent (apl. Prof.) für Neuere Geschichte an der Universität Mannheim.
Konrad Dussel promovierte 1987 in Heidelberg mit einer Arbeit über nationalsozialistische Theaterpolitik. Vor seiner Tätigkeit in Mannheim war er wissenschaftlicher Angestellter beim Deutschen Rundfunkarchiv. Seine Forschungsschwerpunkte sind Rundfunk- und Pressegeschichte sowie südwestdeutsche Regionalgeschichte, die er im Verlag Regionalkultur veröffentlicht.

## Publikationen (Auswahl)
- Deutsche Rundfunkgeschichte. Eine Einführung (= Reihe Uni-Papers. 9). UVK, Konstanz 1999, ISBN 3-89669-250-X (3., überarbeitete Auflage als Deutsche Rundfunkgeschichte. UVK, Konstanz 2010, ISBN 978-3-86764-231-6; 4. Auflage, Herbert von Halem Verlag, Köln 2022, ISBN 978-3-86962-612-3).
- Deutsche Tagespresse im 19. und 20. Jahrhundert (= Einführungen. Kommunikationswissenschaft. 1). Lit, Münster 2004, ISBN 3-8258-6811-7 (2., erweiterte Auflage. Lit, Berlin u. a. 2011, ISBN 978-3-8258-6811-6 (Auszüge).
- Hörfunk in Deutschland. Politik, Programm, Publikum (1923–1960) (= Veröffentlichungen des Deutschen Rundfunkarchivs. 33). Verlag für Berlin-Brandenburg, Potsdam 2002, ISBN 3-935035-33-0.
- Pressebilder in der Weimarer Republik. Entgrenzung der Information (= Kommunikationsgeschichte. 29). Lit, Berlin u. a. 2012, ISBN 978-3-643-11791-5.
- Bilder als Botschaft. Bildstrukturen deutscher Illustrierter 1905 bis 1945 im Spannungsfeld von Politik, Wirtschaft und Publikum. Herbert von Halem Verlag, Köln 2019, ISBN 978-3-86962-414-3.

Regionalliteratur
- mit Ralf Fetzer: Kronau. Geschichte und Gegenwart. Herausgegeben von der Gemeinde Kronau. Verlag Regionalkultur, Ubstadt-Weiher u. a. 2009, ISBN 978-3-89735-477-7.
- Staffort 1110–2010. Streifzüge durch 900 Jahre Geschichte. Verlag Regionalkultur, Heidelberg u. a. 2010, ISBN 978-3-89735-622-1.
- 850 Jahre Leopoldshafen. Zwischen Rhein und Forschungszentrum. Verlag Regionalkultur, Heidelberg u. a. 2010, ISBN 978-3-89735-621-4.
- Forst. 1161–2011. Geschichte und Gegenwart der speyerisch-badischen Gemeinde. Verlag Regionalkultur, Heidelberg u. a. 2011, ISBN 978-3-89735-673-3.
- mit Bernd Breitkopf: Schloss Stutensee. Vom Jagdschloss zur Jugendeinrichtung (= Beiträge zur Geschichte des Landkreises Karlsruhe. 9). Verlag Regionalkultur, Ubstadt-Weiher u. a. 2012, ISBN 978-3-89735-699-3.
- mit Wolfgang Knobloch: 1250 Jahre Eggenstein. Vom Wandel einer lebendigen Gemeinde. Verlag Regionalkultur, Heidelberg u. a. 2015, ISBN 978-3-89735-892-8.
- Forst, Anno 1757. Ein Dorf und sein Umfeld im Fürstbistum Speyer (= Beiträge zur Geschichte des Landkreises Karlsruhe. 11). Verlag Regionalkultur, Ubstadt-Weiher u. a. 2022, ISBN 978-3-95505-326-0.